# Sarah Wijnants
Sarah Wijnants, född den 13 oktober 1999, är en belgisk fotbollsspelare.

## Karriär
Sarah Wijnants inledde sin seniorkarriär i Standard Liège år 2014. 2017 värvades hon av RSC Anderlecht. Hon har även representerat det belgiska damlandslaget där hon debuterade år 2017.